# Hans Vaihinger
Hans Vaihinger, född 25 september 1852 i Nehren, död 18 december 1933 i Halle, var en tysk filosof, som åren 1884–1896 verkade som professor i Halle. Vaihinger var grundare av fiktionalismen.

## Biografi
Hans Vaihinger gjorde sig först känd som kantiansk filolog genom sin Kommentar zur Kants ’Kritik der reinen vernunft’ (1881, 1892). Han grundade 1896 tidskriften Kant-Studien som fortfarande ges ut som kvartalstidskrift (2022), och tog 1904 initiativet till Kant-Gesellschaft, ett ännu livaktigt tyskt Immanuel Kant-sällskap. Åren 1919–1929 var han utgivare av den filosofiska facktidskriften Annalen der Philosophie. 
Anonymt utgav Vaihinger 1911 ungdomsarbetet Die Philosophie des Als-ob, i Friedrich Karl Forbergs efterföljd, under sitt eget namn först med åttonde upplagan 1922. Detta blev hans huvudarbete. Hans ståndpunkt är en tysk motsvarighet till den engelsk-amerikanska pragmatismen, under påverkan av Immanuel Kant och enligt honom själv i ännu högre grad av Friedrich Nietzsche. 
Alla begrepp, såväl naturvetenskapliga (atom, materia, kraft etc.) som juridiska, moraliska och så vidare, är enligt Vaihinger fiktioner, vilka helt och hållet saknar objektivt sanningsvärde. De bidrar dock till en överblick av de sinnesförnimmelser som är den enda för oss givna verkligheten. Härigenom är en del av dessa begrepp praktiskt värdefulla hjälpmedel i vardagen och för vår överlevnad. Trots att vi borde veta att de är falska antaganden, så tänker och handlar vi "som om" de vore sanna. Föreställningar om ting med egenskaper inordnade i kategorier är sådana "fiktioner". Etiska och estetiska värden hör hit, liksom religion. De flesta människor känner en tillfredsställelse i att betrakta världen "som om" en fullkomlig högre ande hade skapat och ännu styr över den. 
Alfred Adler var en av hans anhängare.